# CD Lugo
A CD Lugo, teljes nevén Club Deportivo Lugo egy spanyol labdarúgócsapat. A klubot 1953-ban alapították, jelenleg a másodosztályban szerepel.

## Statisztika
| Szezon  | Osztály | Poz. | Copa del Rey |
| ------- | ------- | ---- | ------------ |
| 1953/54 | 3ª      | 5.   |              |
| 1954/55 | 3ª      | 8.   |              |
| 1955/56 | 3ª      | 9.   |              |
| 1956/57 | 3ª      | 3.   |              |
| 1957/58 | 3ª      | 4.   |              |
| 1958/59 | 3ª      | 3.   |              |
| 1959/60 | 3ª      | 5.   |              |
| 1960/61 | 3ª      | 2.   |              |
| 1961/62 | 3ª      | 1.   |              |
| 1962/63 | 3ª      | 2.   |              |
| 1963/64 | 3ª      | 4.   |              |
| 1964/65 | 3ª      | 3.   | Nyolcaddöntő |
| 1965/66 | 3ª      | 5.   |              |
| 1966/67 | 3ª      | 2.   |              |

| Szezon  | Osztály    | Poz. | Copa del Rey |
| ------- | ---------- | ---- | ------------ |
| 1967/68 | 3ª         | 4.   |              |
| 1968/69 | 3ª         | 5.   |              |
| 1969/70 | 3ª         | 2.   |              |
| 1970/71 | 3ª         | 10.  |              |
| 1971/72 | 3ª         | 16.  |              |
| 1972/73 | Regionális | —    |              |
| 1973/74 | 3ª         | 10.  |              |
| 1974/75 | 3ª         | 5.   |              |
| 1975/76 | 3ª         | 15.  |              |
| 1976/77 | 3ª         | 14.  |              |
| 1977/78 | 3ª         | 1.   |              |
| 1978/79 | 2ªB        | 18.  |              |
| 1979/80 | 3ª         | 7.   |              |
| 1980/81 | 3ª         | 1.   |              |

| Szezon  | Osztály | Poz. | Copa del Rey |
| ------- | ------- | ---- | ------------ |
| 1981/82 | 3ª      | 3.   |              |
| 1982/83 | 3ª      | 4.   |              |
| 1983/84 | 3ª      | 4.   |              |
| 1984/85 | 3ª      | 4.   |              |
| 1985/86 | 3ª      | 1.   |              |
| 1986/87 | 2ªB     | 11.  |              |
| 1987/88 | 2ªB     | 9.   |              |
| 1988/89 | 2ªB     | 5.   |              |
| 1989/90 | 2ªB     | 5.   | Legjobb 32   |
| 1990/91 | 2ªB     | 2.   | Nyolcaddöntő |
| 1991/92 | 2ªB     | 2.   | Negyeddöntő  |
| 1992/93 | 2ª      | 15.  | Legjobb 64   |
| 1993/94 | 2ªB     | 8.   | Legjobb 32   |
| 1994/95 | 2ªB     | 11.  | Legjobb 32   |
| 1995/96 | 2ªB     | 10.  | Legjobb 32   |

| Szezon  | Osztály | Poz. | Copa del Rey |
| ------- | ------- | ---- | ------------ |
| 1996/97 | 2ªB     | 20.  | Nyolcaddöntő |
| 1997/98 | 2ªB     | 6.   | Legjobb 32   |
| 1998/99 | 2ªB     | 11.  | Nyolcaddöntő |
| 1999/00 | 2ªB     | 8.   |              |
| 2000/01 | 2ªB     | 15.  |              |
| 2001/02 | 2ªB     | 9.   |              |
| 2002/03 | 2ªB     | 18.  |              |
| 2003/04 | 3ª      | 6.   |              |
| 2004/05 | 3ª      | 3.   | Legjobb 64   |
| 2005/06 | 3ª      | 2.   | 1. kör       |
| 2006/07 | 2ªB     | 9.   |              |
| 2007/08 | 2ªB     | 7.   | 2. kör       |
| 2008/09 | 2ªB     | 8.   |              |
| 2009/10 | 2ªB     | 7.   | Nyolcaddöntő |
| 2010/11 | 2ªB     | —    |              |

## Jelenlegi keret
| #  |     | Poszt | Név                 |
| -- | --- | ----- | ------------------- |
| 1  | ESP | K     | Miguel Escalona     |
| 2  | ESP | V     | Javi Selvas         |
| 3  | ARG | V     | Belfortti           |
| 4  | ESP | V     | Pablo Ruiz          |
| 5  | ESP | V     | López               |
| 6  | ESP | V     | Víctor Marco        |
| 7  | BIH | V     | Cristóbalkal        |
| 8  | ESP | V     | Manu                |
| 9  | ESP | KP    | Pablo Antas Pereiro |
| 10 | ESP | KP    | Tornero             |

| #  |     | Poszt | Név              |
| -- | --- | ----- | ---------------- |
| 11 | ESP | K     | Javi Pita        |
| 12 | ESP | KP    | Pita             |
| 13 | ESP | KP    | Marcos Rodríguez |
| 14 | ARG | KP    | Claudio Monti    |
| 15 | ESP | CS    | Arroyo           |
| 16 | ESP | CS    | Iván González    |
| 17 | ESP | CS    | Yago González    |
| 18 | ESP | CS    | Javi Ballesteros |
| 19 | ESP | CS    | Gorka Azkorra    |
| 20 | ESP | KP    | Make             |
| 21 | MEX | KP    | Rey              |

## Külső hivatkozások
- Hivatalos weboldal (galiciaiul)
- Futbolme (spanyolul)